# Harald Tandrup
Harald Konrad Niels Viggo Tandrup (31. januar 1874 i København – 10. maj 1964 i Vanløse) var en dansk forfatter og journalist, der skrev under pseudonymet Claus Colding eller Klavs Kolding. På grund af hans nazistiske agitation under besættelsen blev han ekskluderet af Dansk Forfatterforening. Debuterede i 1900 med romanen Ain-Mokra.